# Pojejena
Pojejena is een Roemeense gemeente in het district Caraș-Severin.
Pojejena telt 3172 inwoners. De gemeente heeft een  Servische meerderheid (52%), gevolgd door etnische Roemenen (46%) en een klein aantal  Roma. 